# كأس نيوزيلندا 1994
كأس نيوزيلندا 1994 (بالإنجليزية: 1994 Chatham Cup)‏ هو موسم من كأس نيوزيلندا. فاز فيه Waitakere City FC ‏.